# منتخب غيانا لكرة السلة للسيدات
منتخب غيانا لكرة السلة للسيدات (بالإنجليزية: Guyana women's national basketball team) هو ممثل غيانا الرسمي في المنافسات الدولية في كرة السلة للسيدات
.